# Sang-i Chakmak
Koordinaten: 36° 29′ 59″ N, 55° 0′ 2″ O
Sang-i Chakmak (auch Tappeh Sang-e Chakhmaq; Chakhmaq für Feuerstein) ist ein archäologischer Fundplatz aus der Jungsteinzeit etwa 1 km nördlich des Dorfes Bastam in der nordiranischen Provinz Semnan an der südöstlichen Flanke des Elburs-Gebirge.
Entdeckt wurde der Fundplatz 1969 von Sei-ichi Masuda. Er umfasst mehrere Siedlungshügel, von denen zwei in den Jahren 1971, 1973, 1975 und 1977 durch ein Team der Tokyoer University of education (heute Universität Tsukuba) ausgegraben wurden.

## Westliche Siedlung
Die westliche Siedlung zeigt sich als etwa 3 m hoher Siedlungshügel mit einem Durchmesser von etwa 80 m und enthält fünf Kulturschichten. In allen Schichten wurden Fußböden ehemaliger Gebäude gefunden. Manche der Fußböden bestehen aus Kalkputz, zum Teil mit roten Flecken, oder aus eben-gestampfter Erde. Die Gebäude waren rechteckig und bestanden aus einem Raum mit Abmessungen von 6 mal 3–4 m. Es konnten zwei verschiedene Gebäudetypen festgestellt werden. Einige hatten eine quadratische Feuerstelle an der nördlichen Seite und teilweise rußgeschwärzte Wände; andere hatten keine Feuerstelle und die Räume waren vergleichsweise klein, aber mit sorgfältig ausgeführten Fußböden versehen. In einem dieser kleinen Räume ohne Feuerstelle in Schicht II fanden sich stark stilisierte Tonfigurinen.
Außerdem ergaben die Grabungen Funde kleiner Knochenfibeln und Knochennadeln, Feuersteinabschläge, Mikrolithen und Kerne sowie Klingen aus Obsidian. Bemerkenswert ist, dass nur drei Keramikscherben gefunden wurden. Zwei stammen von der Oberfläche und eine aus Schicht III, von der 300 m² ausgegraben sind. In der Arbeit von Akira Tsuneki sind vier Scherben abgebildet.

## Östliche Siedlung
Die östliche Siedlung liegt etwa 150 m von der westlichen entfernt und hat eine Ausdehnung von 100 m in Nord-Süd-Richtung und 150 m in Ost-West-Richtung. In den Schichten VI–III fanden sich mehrräumige rechteckige Wohnhäuser mit Nebengebäuden, oft mit einem kleinen Arbeitsbereich und einem Ofen. Die Gebäude zeigen unterschiedliche Größen, haben im Durchschnitt Abmessungen von 5 mal 8 m und verfügen über einen Vorraum oder Hof. Sie sind aus Tonblöcken von 70 mal 20 cm gefertigt, in der gleichen Technik wie bei der Jeitun-Kultur in Turkmenistan.
Anders als bei der westlichen Siedlung wurden in der östlichen keine sorgfältig ausgeführten Fußböden beobachtet. Charakteristisch ist auch die Verwendung von zigarrenförmigen Lehmziegeln. In Schicht III ist eine auffällig hohe Zahl an Brennöfen entdeckt worden.
In den obersten Schichten II und I unterscheiden sich die Gebäudegrundrisse von den oben beschriebenen der unteren Schichten. Die Räume sind quadratisch mit einer Herdstelle an der nördlichen Seite. Außerdem sind die Haupträume nicht in kleinere Bereiche unterteilt stattdessen wurden kleine rechteckige Räume angefügt.
In der obersten Schicht waren drei Gräber mit den Körpern von Frauen und Kindern enthalten. Ein weiterer Schädel einer jungen Frau war mit einem dekorierten Topf bedeckt, dessen Typ vom Fundplatz Tappe Sialk II bekannt ist.
Im Gegensatz zur westlichen Siedlung ist in der östlichen eine große Menge an Keramik gefunden worden. Der Großteil der dekorierten Keramik zeigt geometrische Muster wie gekreuzte Linien, horizontal und vertikal verlaufende parallele Linien, in rot oder dunkelbraun gegen einen cremefarbenen oder rötlichen Hintergrund gezeichnet. Die Keramik der oberen, jüngeren Schichten zeigt Tiermotive. Das Fundspektrum zeigt ferner Objekte, die als „persönliche Gegenstände“ bezeichnet werden und aus Knochen oder Stein gefertigt sind. Hinzu kommen konische Tonobjekte, Spindeln, Tierstatuetten aus Ton oder Stein, Knochennadeln, polierte Steinäxte, Feuersteinabschläge und Mikrolithen. Besonders interessant sind hölzerne Sichelgriffe mit Tiermotiven aus Schicht IV und V.
Die Gesamtheit des Fundmaterials zeigt Ähnlichkeiten zur untersten Schicht von Yarim Tepe und vor allem zur Jeitun-Kultur.

## Vergleich und Datierung der Siedlungen
Die oberste Schicht I der westlichen Siedlung ist älter als die unterste Schicht VI der östlichen. Die geringe Menge von nur vier Keramikscherben im westlichen Hügel im Gegensatz zu der großen Menge im östlichen spricht für ein höheres Alter des westlichen, weshalb der Fundplatz eine Übergangsperiode zur produzierenden Lebensweise darstellen dürfte.
Diese Annahme ist durch Untersuchungen von Toshio Nakamura vom Center for Chronological Research der Universität Nagoya 2014 bestätigt worden. Bei dieser Untersuchung sind 40 Holzkohle-Proben die während der Grabungen der 1970er Jahre genommen wurden mit der AMS-Methode untersucht worden. Von den 40 Proben waren 37 verwertbar. Für die westliche Siedlung ergab sich eine Belegungsdauer von 7200 bis 6600 cal BC und für die östliche eine Belegungsdauer von 6300 bis 5200 cal BC. Zu beachten ist der Hiatus von 300 Jahren zwischen beiden Siedlungen.